# Corsley Edwards
Corsley Edwards II (Baltimore, Maryland, 5 de marzo de 1979) es un exjugador y entrenador de baloncesto estadounidense que actualmente ejerce como asistente en los Greensboro Swarm de la NBA D-League. Con 2,06 metros de estatura, jugaba en la posición de pívot.

## Trayectoria deportiva

### Universidad
Jugó durante cuatro temporadas con los Blue Devils de la Universidad Estatal de Connecticut Central, en las que promedió 14,1 puntos, 7,6 rebotes y 1,6 tapones por partido. En 2000 fue incluido en el segundo mejor quinteto de la Northeast Conference, y los dos años siguientes en el primero. En 2002 fue además elegido Jugador del Año.

### Profesional
Fue elegido en la quincuagésimo séptima posición del Draft de la NBA de 2002 por Sacramento Kings, y también por los Yakima Sun Kings en la tercera ronda del draft de la CBA, con los que fichó, pero solo disputó seis partidos, siendo despedido en el mes de diciembre.
Fichó posteriormente con los Sioux Falls Skyforce, disputando esa temporada el All-Star Game, partido en el que fue el máximo reboteador, con 12 rechaces. En 2003 se marchó a jugar a Italia, haciéndolo primero en el Basket Club Ferrara y posteriormente en el RB Montecatini Terme.
En diciembre de 2004 fichó como agente libre por los New Orleans Hornets de la NBA, donde participó en 10 partidos, en los que promedió 2,7 puntos y 2,5 rebotes.
Tras finalizar su contrato, fichó por el Fenerbahçe Ülkerspor turco, donde terminó la temporada, promediando 14,0 puntos y 7,6 rebotes por partido. De ahí pasó al CB Granada de la liga ACB, con los que jugó 7 partidos, promediando 9,6 puntos y 3,1 rebotes.
Al año siguiente regresó a su país para fichar por los Anaheim Arsenal, que lo eligieron an la promera posición del Draft de la NBA Development League de 2006, donde jugó una temporada en la que promedió 14,2 puntos y 7,5 rebotes por partido. Regresó a Turquía en febrero de 2007 para jugar en el Bandırma Banvit, acabando la temporada con unos promedios de 5,4 puntos y 2,5 rebotes. Regresó posteriormente al CB Granada, con los que jugó 7 partidos en los que promedió 6,5 puntos y 3,1 rebotes.
De ahí pasó al C. B. Rosalía de Castro de la LEB Oro, donde disputó 10 partidos en los que promedió 11,8 puntos y 4,2 rebotes. Tras pasar por dos equipos de Emiratos Árabes, fichó por el Shaanxi Dongsheng Kylins chino, donde promedió 29,3 puntos y 8,2 rebotes por partido.
En 2009 volvió de nuevo a la Liga de Desarrollo de la NBA para jugar en los Dakota Wizards. Disputó 9 partidos en los que promedió 12,4 puntos y 5,8 rebotes. En 2010 fichó por el KK Cedevita croata, donde promedió 12,3 puntos por partido. De ahí pasó al año siguiente al Anwil Włocławek polaco, y en 2012 jugó con el KK Igokea bosnio. 
En noviembre de 2013 fichó por el Homenetmen Beirut B.C. libanés, Al año siguiente regresó al baloncesto turco para jugar en el İstanbul Teknik Üniversitesi B.K..

## Estadísticas de su carrera en la NBA

### Temporada regular
| Temporada | Edad | Equipo              | Liga | Pos. | P  | TIT | MIN  | TC  | TCA | %TC  | 3P  | 3PA | %3P | 2P  | 2PA | %2P  | TL  | TLA | %TL  | R.OF. | R.DEF. | REB | ASIS | ROB | TAP | PER | FP  | PTS |
| 2004-05   | 25   | New Orleans Hornets | NBA  | C    | 10 | 0   | 11.0 | 1.0 | 3.1 | .323 | 0.0 | 0.0 |     | 1.0 | 3.1 | .323 | 0.7 | 1.2 | .583 | 1.2   | 1.3    | 2.5 | 0.3  | 0.3 | 0.4 | 0.2 | 1.9 | 2.7 |
| Total     |      |                     | NBA  |      | 10 | 0   | 11.0 | 1.0 | 3.1 | .323 | 0.0 | 0.0 |     | 1.0 | 3.1 | .323 | 0.7 | 1.2 | .583 | 1.2   | 1.3    | 2.5 | 0.3  | 0.3 | 0.4 | 0.2 | 1.9 | 2.7 |